# Matwiej Maczinski
Matwiej Władimirowicz Maczinski, ros. Матвей Владимирович Мачинский (ur. 1907 w Orenburgu, zm. 1981) – radziecki, a następnie emigracyjny fizyk, geofizyk, matematyk, wykładowca akademicki, pisarz i publicysta naukowy, współpracownik sztabu operacyjnego Reichsleitera Alfreda Rosenberga podczas II wojny światowej.

## Życiorys
Ukończył studia fizyczne na uniwersytecie w Leningradzie. W poł. lat 30. utworzył Leningradzkie Towarzystwo Badań nad Ruchem Odrzutowym. W Leningradzkim Instytucie Górskim powołał katedrę geofizyki, na czele której stanął. Był autorem licznych prac i artykułów naukowych dotyczących teorii ruchu odrzutowego i geofizyki. Uzyskał tytuł doktora. W 1940 r. ustanowił katedrę geofizyki na Uniwersytecie Karelsko-Fińskim. W okresie okupacji niemieckiej podjął współpracę ze sztabem operacyjnym Reichsleitera Adolfa Rosenberga. Po zakończeniu wojny zamieszkał w zachodnich Niemczech. W 1950 r. wyjechał do Paryża, gdzie pracował w Instytucie Statystycznym uniwersytetu paryskiego. Od 1953 r. jako profesor wykładał na uniwersytecie w Bourg-la-Reine pod Paryżem. W 1954 r. został członkiem Rosyjskiego Towarzystwa Naukowo-Filozoficznego. Należał też do Francuskiej Akademii Nauk i kilku innych organizacji naukowych. Na emigracji opublikował kolejne prace i artykuły naukowe z zakresu nauk o ziemi, matematyki, mechaniki, fizyki i filozofii. Pośmiertnie w 1983 r. ukazały się jego wspomnienia pt. "Matthias Matschinski: 1907 – 1981; oeuvres variées".